# PRIM1
PRIM1 (англ. DNA primase subunit 1) – білок, який кодується однойменним геном, розташованим у людей на короткому плечі 12-ї хромосоми. Довжина поліпептидного ланцюга білка становить 420 амінокислот, а молекулярна маса — 49 902.
| 10         |  | 20         |  | 30         |  | 40         |  | 50         |
| ---------- |  | ---------- |  | ---------- |  | ---------- |  | ---------- |
| METFDPTELP |  | ELLKLYYRRL |  | FPYSQYYRWL |  | NYGGVIKNYF |  | QHREFSFTLK |
| DDIYIRYQSF |  | NNQSDLEKEM |  | QKMNPYKIDI |  | GAVYSHRPNQ |  | HNTVKLGAFQ |
| AQEKELVFDI |  | DMTDYDDVRR |  | CCSSADICPK |  | CWTLMTMAIR |  | IIDRALKEDF |
| GFKHRLWVYS |  | GRRGVHCWVC |  | DESVRKLSSA |  | VRSGIVEYLS |  | LVKGGQDVKK |
| KVHLSEKIHP |  | FIRKSINIIK |  | KYFEEYALVN |  | QDILENKESW |  | DKILALVPET |
| IHDELQQSFQ |  | KSHNSLQRWE |  | HLKKVASRYQ |  | NNIKNDKYGP |  | WLEWEIMLQY |
| CFPRLDINVS |  | KGINHLLKSP |  | FSVHPKTGRI |  | SVPIDLQKVD |  | QFDPFTVPTI |
| SFICRELDAI |  | STNEEEKEEN |  | EAESDVKHRT |  | RDYKKTSLAP |  | YVKVFEHFLE |
| NLDKSRKGEL |  | LKKSDLQKDF |  |            |  |            |  |            |

A: Аланін

C: Цистеїн

D: Аспарагінова кислота

E: Глутамінова кислота

F: Фенілаланін

G: Гліцин

H: Гістидин

I: Ізолейцин

K: Лізин

L: Лейцин

M: Метіонін

N: Аспарагін

P: Пролін

Q: Глутамін

R: Аргінін

S: Серин

T: Треонін

V: Валін

W: Триптофан

Кодований геном білок за функцією належить до трансфераз. 
Задіяний у таких біологічних процесах, як транскрипція, реплікація ДНК, ацетилювання. 
Білок має сайт для зв'язування з іонами металів, іоном цинку. 